# Közigazgatási és Elektronikus Közszolgáltatások Központi Hivatala
A Közigazgatási és Elektronikus Közszolgáltatások Központi Hivatala (KEKKH) 2007. január 1-je és 2016. december 31. között fennállt, a Belügyminisztériumot vezető miniszter irányítása alá tartozó, a feladat- és hatáskörébe tartozó közigazgatási ügyekben hatósági jogkörrel felruházott, önállóan gazdálkodó költségvetési szerv volt.

## Története
A KEKKH közvetlen jogelődei az idők során a feladatok hatékonyabb és egyszerűbb ellátása érdekében több átalakuláson mentek keresztül. Az Állami Népességnyilvántartó Hivatal (ÁNH) 1993-tól Országos Személyiadat- és Lakcímnyilvántartó Hivatal (OSZH), majd 1995-től a BM Választási és Informatikai Főosztály feladataival kiegészítve BM Központi Nyilvántartó és Választási Hivatal (KÖNYV) néven működött tovább.
A másik korábbi jogelőd a BM Adatfeldolgozó Hivatal (BM AH), a BM Adatfeldolgozó és Tájékoztató Csoportfőnökség Rendszerfejlesztő és Gépi Adatfeldolgozó Osztályának utódintézménye. A BM Adatfeldolgozó Hivatal, valamint a BM Állampolgársági Főosztályának Anyakönyvi és Névváltoztatási Osztályával kiegészített BM Központi Nyilvántartó és Választási Hivatal alkotta az 1999. március 1-jén felálló új szervezetet, a BM Központi Adatfeldolgozó, Nyilvántartó és Választási Hivatalt (BM KANYVH).
2007. január 1-jétől a BM KANYVH, valamint a beolvadással megszűnt BM Távközlési Szolgálat illetve a Kormányzati Frekvenciagazdálkodási Hivatal általános jogutódjaként a közigazgatási szerv Közigazgatási és Elektronikus Közszolgáltatások Központi Hivatala (KEKKH) néven folytatja működését. (2010. augusztus 31-én a korábbi Kormányzati Frekvenciagazdálkodási Hivatal kivált a hivatalból és a Nemzeti Média- és Hírközlési Hatósághoz került.)

## Feladatai
A KEKKH állami feladatként ellátandó alaptevékenységét, rendeltetését a vonatkozó jogszabályok, valamint az alapító okirat határozta meg a következők szerint:
- Közreműködik az elektronikus közigazgatás koncepcióban megfogalmazott kormányzati stratégiai célok megvalósításában;
- a közigazgatási informatikával, illetve a közigazgatási szolgáltatások korszerűsítésével összefüggő feladatai körében ellátja a rendeletben meghatározott feladatokat;
- ellátja a polgárok személyi adatainak és lakcímének nyilvántartását kezelő központi szerv feladatait és a személyazonosító igazolvány kiadásával és nyilvántartásával összefüggő – a hatáskörébe utalt – feladatokat;
- ellátja a közúti közlekedési nyilvántartó központi hatóság feladatait, továbbá a közúti közlekedési okmányok kiadásáról és visszavonásáról és a mozgásában korlátozott személyek parkolási igazolványainak kiadásával összefüggő feladatokat, valamint elsőfokú hatósági jogkörben eljárva végzi a külföldről származó használt járművek származás-ellenőrzését, illetve a járművek előzetes eredetiségvizsgálatát;
- ellátja a bűnügyi nyilvántartó szerv feladatait, elsőfokú hatósági jogkörben eljárva elbírálja a hatósági erkölcsi bizonyítvány kiállítása iránti kérelmeket és a bűnügyi előélet igazolására hatósági erkölcsi bizonyítványt ad ki;
- ellátja a védelmi programban részt vevő személy nyilvántartásba vételével és személyes adatainak kezelésével összefüggő feladatokat;
- ellátja az egyéni vállalkozói igazolvánnyal rendelkező vállalkozók központi nyilvántartását vezető szerv feladatait;
- ellátja a kötelező gépjármű-felelősségbiztosítási kötvényeket nyilvántartó szerv feladatait;
- ellátja a közlekedési előéleti pontrendszert nyilvántartó szerv feladatait.
- ellátja a központi útiokmány-nyilvántartó szerv, valamint a nemzeti aláírás-hitelesítő hatóság feladatait, valamint a magán-, a szolgálati és a hajós szolgálati útlevél, továbbá a legfeljebb 1 évig érvényes ideiglenes magánútlevél és a határátlépési igazolvány kiállításával, illetőleg visszavonásával kapcsolatos hatósági feladatokat;
- ellátja a magyar igazolványt és magyar hozzátartozói igazolványt nyilvántartó szerv feladatait, valamint – országos illetékességgel – a magyar igazolvány és magyar hozzátartozói igazolvány kiadásával, cseréjével és visszavonásával összefüggő elsőfokú hatósági feladatokat;
- végzi a szabad mozgás és tartózkodás jogával rendelkező személyek beutazásáról és tartózkodásáról szóló, valamint a harmadik országbeli állampolgárok beutazásáról és tartózkodásáról szóló jogszabályokban meghatározott adatkezelői és adatfeldolgozói feladatokat;
- ellátja az ügyfélkapu-regisztrációval kapcsolatos feladatokat, továbbá biztosítja az elektronikus ügyintézés lehetőségét, valamint az elektronikus közszolgáltatásokhoz való hozzáférést és elektronikus tájékoztató szolgáltatást működtet;
- ellátja a jogszabályokban meghatározott frekvenciagazdálkodással összefüggő feladatokat;
- az egységes digitális rádiótávközlő rendszerről, valamint a zártcélú távközlő hálózatokról szóló jogszabályok alapján ellátja a rendeletben meghatározott telekommunikációs és hálózatfenntartási feladatokat;
- közreműködik a törvényi felhatalmazás alapján történő titkos információgyűjtés technikai lebonyolításában és a nyomozati jogkörrel rendelkező szervezetek részére történő információszolgáltatásban;
- országos illetékességgel szakmailag irányítja a körzetközponti feladatok ellátására kijelölt települési jegyzők okmányirodai feladatainak ellátását, felügyeli a hatósági tevékenységet, gondoskodik a központi adatkitöltésű okmányok előállításáról, nyilvántartásáról, előkészíti azok kibocsátásával kapcsolatos intézkedéseket, működteti a Központi Okmányirodát;
- biztosítja az okmányirodák feladatainak ellátásához a rendeletben meghatározott technikai eszközöket;
- ellátja az N.SIS Hivatal a Schengeni Végrehajtási Egyezmény keretében történő együttműködésről és információcseréről szóló jogszabályban meghatározott feladatokat;
- ellátja a Schengeni Végrehajtási Egyezmény jelzéselhelyezéssel összefüggő feladatait;
- az anyakönyvekről, a házasságkötési eljárásról és a névviselésről jogszabálynak megfelelően működteti az anyakönyvi szolgáltató alrendszert;
- ellátja a választások és népszavazások előkészítésével, szervezésével és lebonyolításával kapcsolatos feladatokat;
- ellátja a Nemzeti Vízum- és Okmánybizottság igazgatási és adminisztratív feladatait (NVOB-titkárság);
- ellátja az Európai Unió rendszereivel, valamint a harmadik országok hatóságaival való információcserét;
- mindenkor gondoskodik a vonatkozó adatvédelmi és adatbiztonsági rendelkezések betartásáról, továbbá biztosítja a kezelésében levő közérdekű adatok nyilvánosságát, továbbá a hatályos jogszabályok alapján a kezelésében lévő közérdekű és közérdekből nyilvános adatok közzétételét;
- ellátja a rendeletben meghatározott, valamint a külön jogszabály által hatáskörébe utalt egyéb feladatokat.
- Ellátja a Központi Szabálysértési Nyilvántartás felállításával és vezetésével kapcsolatos feladatokat.

## Működésének jogi háttere
A Közigazgatási és Elektronikus Közszolgáltatások Központi Hivatala, a létrehozásáról, feladatairól és hatásköréről szóló 276/2006.(XII.23.) Korm. rendelet alapján 2007. január 1-jén alakult meg.
A KEKKH a költségvetési működés folytonossága érdekében a beolvadással megszűnt Belügyminisztérium Távközlési Szolgálat és a Kormányzati Frekvenciagazdálkodási Hivatal feladatainak átvételével a Belügyminisztérium Központi Adatfeldolgozó, Nyilvántartó és Választási Hivatal bázisán alakult meg, és ezen hivatalok általános jogutódja.
Az 1312/2016 (VI.13.) Korm. határozat Archiválva 2020. november 19-i dátummal a Wayback Machine-ben értelmében a Közigazgatási és Elektronikus Közszolgáltatások Központi Hivatala 2016. december 31. napjával a Belügyminisztériumba történő beolvadással megszűnt.

## A szervezet felépítése
A KEKKH élén a Belügyminisztériumot vezető miniszter által kinevezett elnök, dr. Ignácz István áll, aki egy személyben felelős a hivatal törvényes működéséért, a hatékony, eredményes és szakszerű feladatellátásért.
Az elnök a hivatalt elnökhelyettesek, főosztályvezetők és osztályvezetők segítségével irányítja.
A KEKKH Budapesten több telephelyen működik. Ezek közül néhány:
| Telephely                    | Cím                                    |
| ---------------------------- | -------------------------------------- |
| Székhely                     | 1094 Budapest, Balázs Béla utca 35.    |
| Bűnügyi Nyilvántartó Hatóság | 1097 Budapest, Vaskapu utca 30.        |
| Személyes Ügyfélszolgálat    | 1133 Budapest, Visegrádi utca 110-112. |